# Hynobius nebulosus
Espèce
Synonymes
- Salamandra nebulosa Temminck & Schlegel, 1838
- Hynobius peropus Boulenger, 1882
- Hynobius ikishimae Dunn, 1923
- Hynobius vandenburghi Dunn, 1923

Statut de conservation UICN

 LC  : Préoccupation mineure
Hynobius nebulosus est une espèce d'urodèles de la famille des Hynobiidae.

## Répartition
Cette espèce est endémique du Japon. Elle se rencontre jusqu'à 300 m d'altitude dans le sud de l'île de Honshū, sur Shikoku, dans le nord de l'île de Kyūshū.

## Description

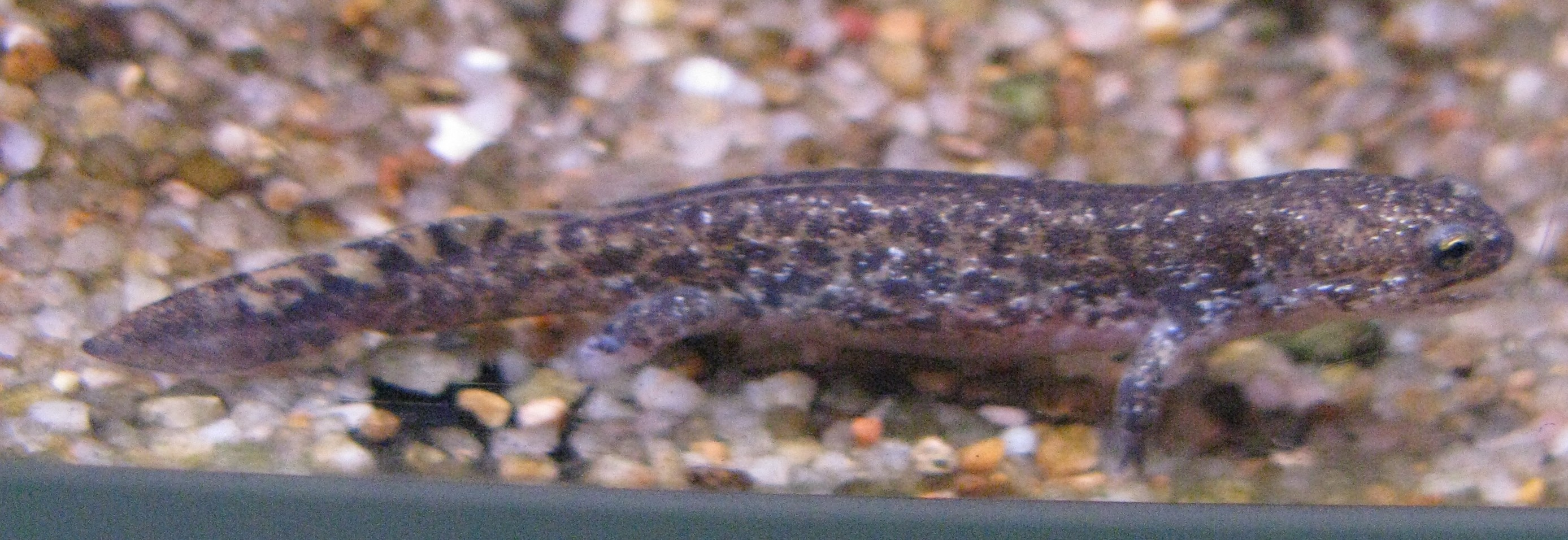
Hynobius nebulosus

Hynobius nebulosus mesure de 40 à 70 mm sans la queue et de 70 à 125 mm de longueur totale.

## Publication originale
- Temminck & Schlegel, 1838 : Fauna Japonica sive Descriptio animalium, quae in itinere per Japonianum, jussu et auspiciis superiorum, qui summum in India Batava Imperium tenent, suscepto, annis 1823–1830 colleget, notis observationibus et adumbrationibus illustratis. vol. 3, Chelonia, Ophidia, Sauria, Batrachia, p. 85-144.